# Charmaine Hooper
Pour les articles homonymes, voir Hooper.
Charmaine Hooper, née le 15 janvier 1968 à Georgetown au Guyana, est une ancienne joueuse internationale canadienne du soccer qui jouait au poste d'attaquante. Elle est la jeune sœur de Lyndon Hooper, ancien joueur de 1987 à 2005.

## Biographie

### Carrière internationale (1986-2006)
Le 7 juillet 1986, Charmaine Hooper honore sa première sélection contre les États-Unis en match amical. Elle commence la rencontre comme titulaire, et le match se solde par une défaite de 2-0 des Canadiennes. Lors du Championnat de la CONCACAF de 1991, elle marque un doublé face au Costa Rica, puis un quadruplé face à la Jamaïque et un but face à Haïti. Le Canada perd la finale face aux États-Unis (0-5).
Lors du Championnat de la CONCACAF de 1994, elle marque un triplé face à la Jamaïque, puis un but face au Mexique et un doublé face au Trinité-et-Tobago. 
En juin 1995, elle participe à sa première Coupe du monde, compétition organisée en Suède. Lors du mondial, elle joue trois matchs. Elle se met en évidence en délivrant deux passes décisives lors du match contre le Nigeria. Le Canada est éliminé au premier tour du mondial.
Lors du Championnat de la CONCACAF de 1998, elle marque un doublé face au Porto Rico, puis un but face à la Martinique et un but face au Guatemala. Lors de la demi-finale, elle inscrit un doublé contre le Costa Rica (2-0), puis en finale le Canada remporte le titre contre le Mexique (1-0).
En juin 1999, elle participe à sa deuxième Coupe du monde, compétition organisée aux États-Unis. Elle joue trois rencontres et inscrit trois buts, un but face au Japon, puis un but face à la Norvège et un but face à la Russie. Le Canada est éliminé au premier tour du mondial.
Lors de la Gold Cup féminine 2000, elle marque un but face au Mexique, puis un doublé face à la Chine et un doublé face au Guatemala. Le Canada s'incline en demi-finale face aux États-Unis, où elle inscrit le seul but canadien (1-4) et se classe quatrième du tournoi, à la suite d'une nouvelle défaite face à la Chine (1-2), où elle inscrit le seul but canadien lors du match pour la troisième place.
Lors de la Gold Cup de 2002, elle marque un triplé face à Haïti, puis un but face à la Jamaïque et un doublé face au Costa Rica. Elle inscrit un but lors de la finale perdue face aux États-Unis (1-2).
En septembre 2003, elle participe à sa troisième et dernière Coupe du monde, organisée aux États-Unis. Lors du premier match des phases de groupes, Charmaine Hooper honore sa centième sélection contre l'Allemagne et devient la première canadienne à atteindre les cent sélections sous le maillot rouge. Elle joue six rencontres et inscrit deux buts contre l'Argentine et la Chine. Le Canada s'incline en demi-finale face à la Suède (1-2) et se classe quatrième du tournoi, à la suite d'une nouvelle défaite (1-3) face aux États-Unis lors du match pour la troisième place.
Le 18 juillet 2006, elle inscrit son dernier triplé face à la Suède en amical (victoire 4-2). Elle joue sa dernière rencontre avec le Canada le 30 juillet 2006, en amical contre les États-Unis (défaite 2-0).
Charmaine Hooper compte cent-vingt-neuf sélections (dont cent-vingt-deux en tant que titulaire), soixante-et-onze buts et treize passes décisives avec l'équipe du Canada entre 1986 et 2006.

## Palmarès

### En club
- Avec le  Prima Ham FC (ja)
  - Championne de la Nadeshiko League en 1995
  - Vainqueur de la Coupe du Japon en 1994 et 1998
  - Vainqueur de la Coupe de la Ligue japonaise en 1997 et 1998

- Avec les  Cobras de Chicago (en)
  - Vainqueur de la W-League en 2000

### En sélection
- Avec le  Canada
  - Vainqueur du Championnat de la CONCACAF en 1998
  - Finaliste du Championnat de la CONCACAF en 1991, 1994 et 2002

### Distinctions individuelles
- Joueuse canadienne de l'année en 1994, 1995, 2002 et 2003[41]
- Membre de l'équipe-type de la Coupe du monde féminine en 2003[42]
- Membre du Panthéon des sports canadiens depuis 2012[32]
- Membre du Temple de la renommée (en) de l'Association canadienne de soccer depuis 2012[43]
- Membre du Temple de la renommée du sport d'Ottawa depuis 2013[44]
- Membre du Temple de la renommée des sports de North Carolina State depuis 2014[45]